# Sadako Sasaki
Sadako Sasaki (佐々木 禎子?  Hiroshima; 7 de enero de 1943 - Hiroshima; 25 de octubre de 1955) fue una adolescente japonesa, que tenía dos años cuando quedó expuesta al bombardeo atómico contra civiles realizado por los Estados Unidos el 6 de agosto de 1945 en la ciudad de Hiroshima. Se convirtió en una de las hibakushas más conocidas, término japonés que significa "persona afectada por la bomba atómica". Es recordada por la historia de las mil grullas de origami (senbazuru) y a la fecha es uno de los emblemas sobre las víctimas inocentes de la guerra.

## Biografía
El 6 de agosto de 1945, Sadako vivía con su familia en una casa cerca del puente Misasa, en la ciudad de Hiroshima. La bomba atómica explotó a 1700 metros de distancia. La pequeña Sadako voló a través de una ventana y su madre salió corriendo de la casa, sospechando que la encontraría muerta, pero estaba viva, indemne, sin lesiones aparentes. Mientras huía por la calle, Sadako y su madre quedaron atrapadas en la lluvia negra.
Creció como cualquier otra niña, convirtiéndose en un miembro importante del equipo de relevos de su escuela.
En noviembre de 1954, Sadako ―de once años de edad― desarrolló una hinchazón en el cuello y detrás de las orejas. En enero de 1955 se le formó púrpura en las piernas. Después de su duodécimo cumpleaños (el 7 de enero de 1955), se le diagnosticó leucemia maligna aguda de las glándulas linfáticas (su madre se refería a ello como «una enfermedad de la bomba atómica»).El 20 de febrero de 1955 Sadako fue hospitalizada. Los médicos le pronosticaron, como máximo, un año de vida.
En esta época ―diez años después de la explosión atómica―, se observó un aumento en los niveles de leucemia, especialmente entre los niños. A principios de los años cincuenta, los japoneses sospechaban que esos casos eran causados por la exposición a la radiación.
Al día siguiente, 21 de febrero de 1955, Sadako fue admitida como paciente en el hospital de la Cruz Roja de Hiroshima para tratamiento y transfusiones de sangre. En el momento en que fue admitida, su recuento de glóbulos blancos era seis veces mayor que el de un niño de su edad.
En agosto de 1955, después de dos días de tratamiento, fue trasladada a una habitación con una compañera de cuarto, una niña estudiante de secundaria que era dos años mayor que ella, también enferma de cáncer. Fue esta compañera quien le contó la leyenda japonesa que promete que a quien pliegue mil grullas de origami se le concederá cualquier deseo. Ella le enseñó a Sadako cómo doblar las grullas de papel.
Una versión popular afirma que Sadako no alcanzó la meta de doblar 1000 grullas, que solo dobló 644 antes de su muerte, y que sus compañeras de escuela completaron las 1000 y las enterraron con ella. Sin embargo, en un documental en blanco y negro, el padre de Sadako, Shigeo Sasaki, dijo que Sadako había hecho aproximadamente 1400 grullas de papel, que sus padres guardaron en su casa. Y mostró las grullas en el documental. Las compañeras de escuela hicieron mil grullas de papel que se enterraron con Sadako. Esto se explica también en el libro Sadako y la leyenda de las mil grullas de papel. En una exposición en el Museo Memorial de la Paz de Hiroshima se declaró que, a finales de agosto de 1955, Sadako había logrado su objetivo y continuó haciendo más grullas.
A pesar de que durante sus días en el hospital Sadako tenía mucho tiempo libre para doblar las grullas, se le acabó el papel. Utilizaba envoltorios de medicamentos y cualquier otra cosa que pudiera conseguir. Para ello iba a las habitaciones de otros pacientes a pedirles el papel de sus regalos de buenos deseos. Su amiga Chizuko le conseguía papel de la escuela.

### Muerte

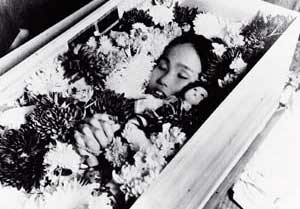
Sadako Sasaki falleció de leucemia provocada por la bomba atómica de Hiroshima, a los 12 años.

Durante su permanencia en el hospital su estado empeoró progresivamente. A mediados de octubre de 1955 la pierna izquierda se le hinchó y se puso morada. Ya muy grave, en la mañana del 25 de octubre de 1955, después de que sus padres le instaran a comer algo, Sadako pidió té de arroz. Cuando lo saboreó, comentó: «Es sabroso». Esas fueron sus últimas palabras. Con su familia a su alrededor, Sadako murió a la edad de 12 años.
Después de su muerte, el cuerpo de Sadako fue examinado por la Atomic Bomb Casualty Commission (Comisión de Víctimas de la Bomba Atómica) para investigar los efectos de la bomba atómica en el cuerpo humano. Más tarde se reveló que dicha comisión había llevado a cabo varias pruebas en Sadako mientras aún estaba viva. Además de los estudios realizados tras su muerte, también se le habrían realizado pruebas mientras aún estaba viva para comprender mejor cómo la exposición a la radiación afectaba al cuerpo humano, especialmente en relación con la leucemia, la enfermedad que finalmente le causó la muerte.

## Monumentos
En 1958, en el parque del Monumento de la Paz de Hiroshima fue construida una estatua dedicada a Sadako. En la base está escrito: «Este es nuestro grito, esta es nuestra plegaria: paz en el mundo». La historia fue tan impactante que trascendió los límites de Japón, convirtiéndose en un referente mundial de los movimientos pacifistas.
También se creó en Barcelona, España, la Escuela Sadako.

## Monumentos conmemorativos

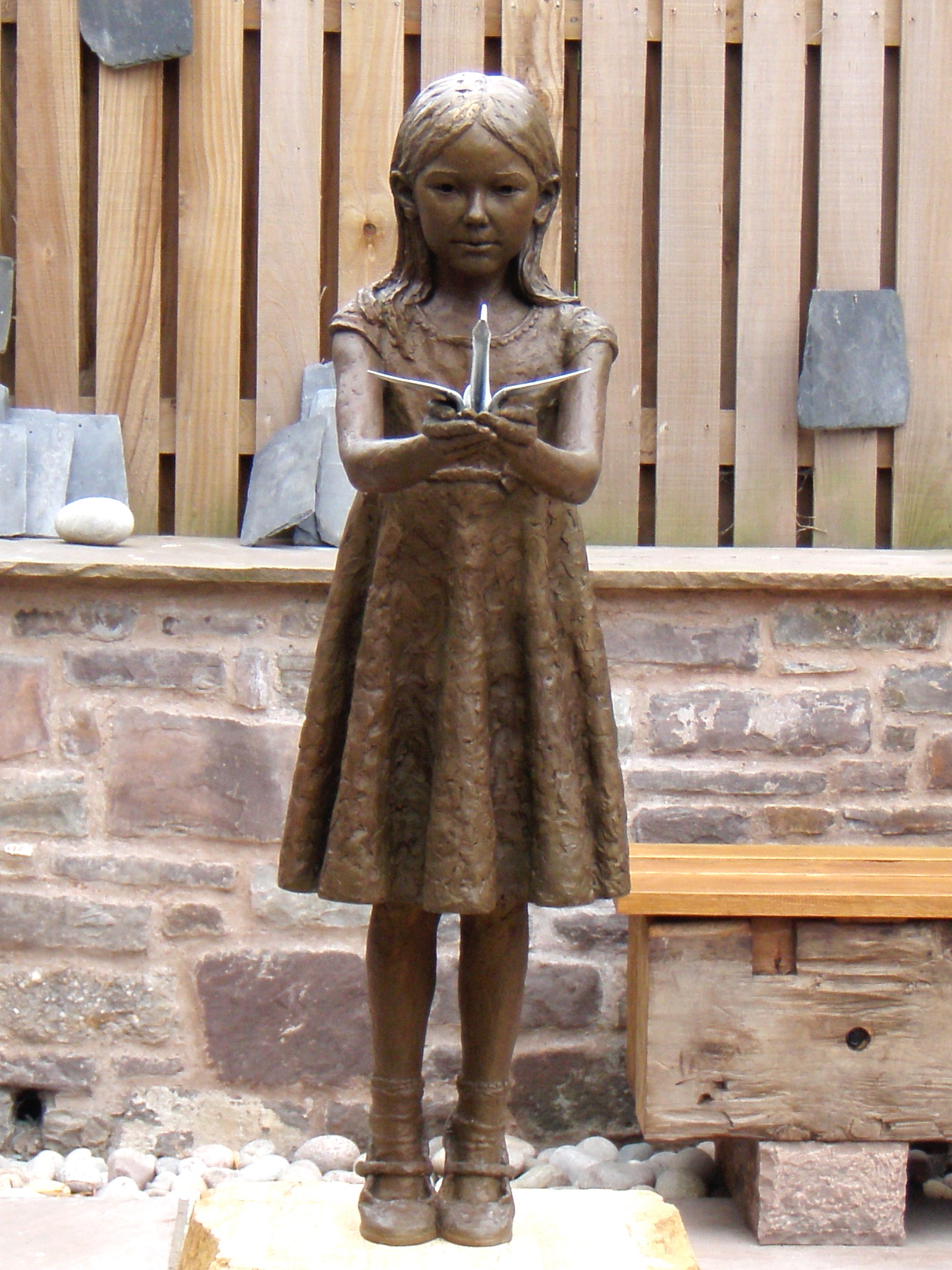
Sadako Sasaki con una grulla

Tras su muerte, los amigos y compañeros de escuela de Sasaki publicaron una colección de cartas para recaudar fondos y construir un memorial en su honor y en el de todos los niños que murieron a causa de los efectos de la bomba atómica, incluida otra niña japonesa, Yoko Moriwaki. En 1958, se develó en el Parque Memorial de la Paz de Hiroshima una estatua de Sasaki sosteniendo una grulla dorada. A los pies de la estatua hay una placa que dice: "Este es nuestro llanto. Esta es nuestra plegaria. Paz en el mundo."
También hay una estatua suya en el Parque de la Paz de Seattle. Sasaki se ha convertido en un símbolo destacado de los efectos de la guerra nuclear y representa internacionalmente la paz y un mundo pacífico, especialmente durante la invasión rusa a Ucrania en curso desde 2022. Sasaki también es una heroína para muchas niñas en Japón. Su historia se cuenta en algunas escuelas japonesas en el aniversario del bombardeo de Hiroshima. En su honor, las personas en todo Japón celebran el 6 de agosto como el día anual de la paz.

La artista Sue DiCicco fundó el Proyecto Grulla de la Paz en 2013 para celebrar el legado de Sasaki y conectar a estudiantes de todo el mundo en una visión de paz. DiCicco y el hermano de Sasaki coescribieron un libro sobre ella, La historia completa de Sadako Sasaki, con la esperanza de llevar su verdadera historia a los países de habla inglesa. Su sitio web ofrece una guía de estudio para estudiantes y la oportunidad de "Preguntar a Masahiro".

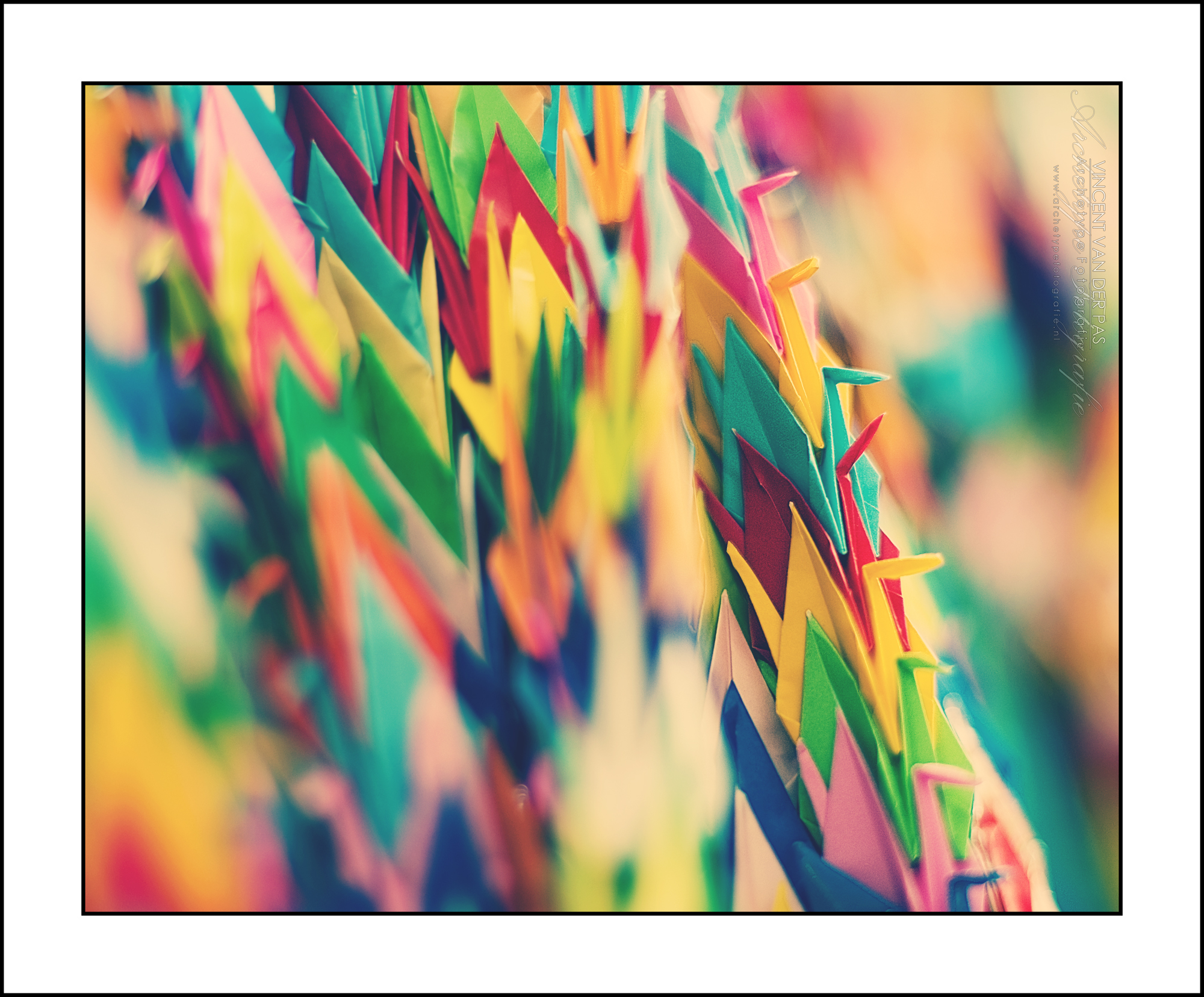
Niños japoneses de todo el país crean estas pequeñas grullas en memoria de Sadako Sasaki. Sadako y las grullas se convirtieron en un símbolo de paz mundial en Japón después de su muerte en 1955.
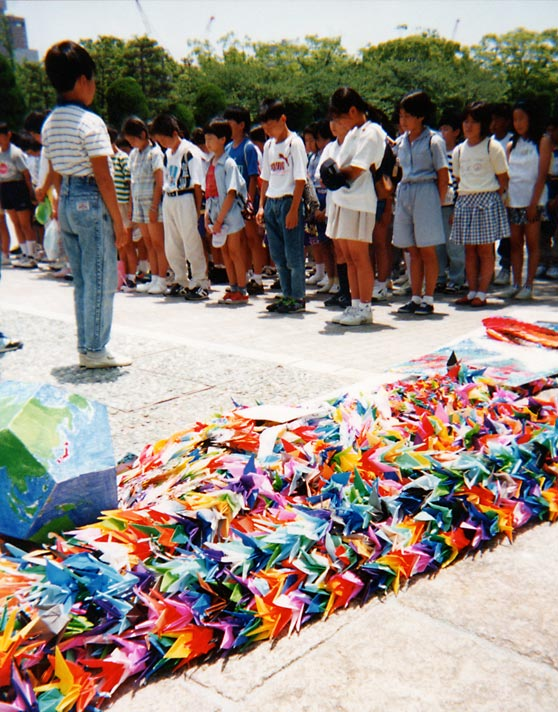
Estudiantes japoneses dedican una colección de grullas de origami a Sadako Sasaki en el Parque de la Paz de Hiroshima.
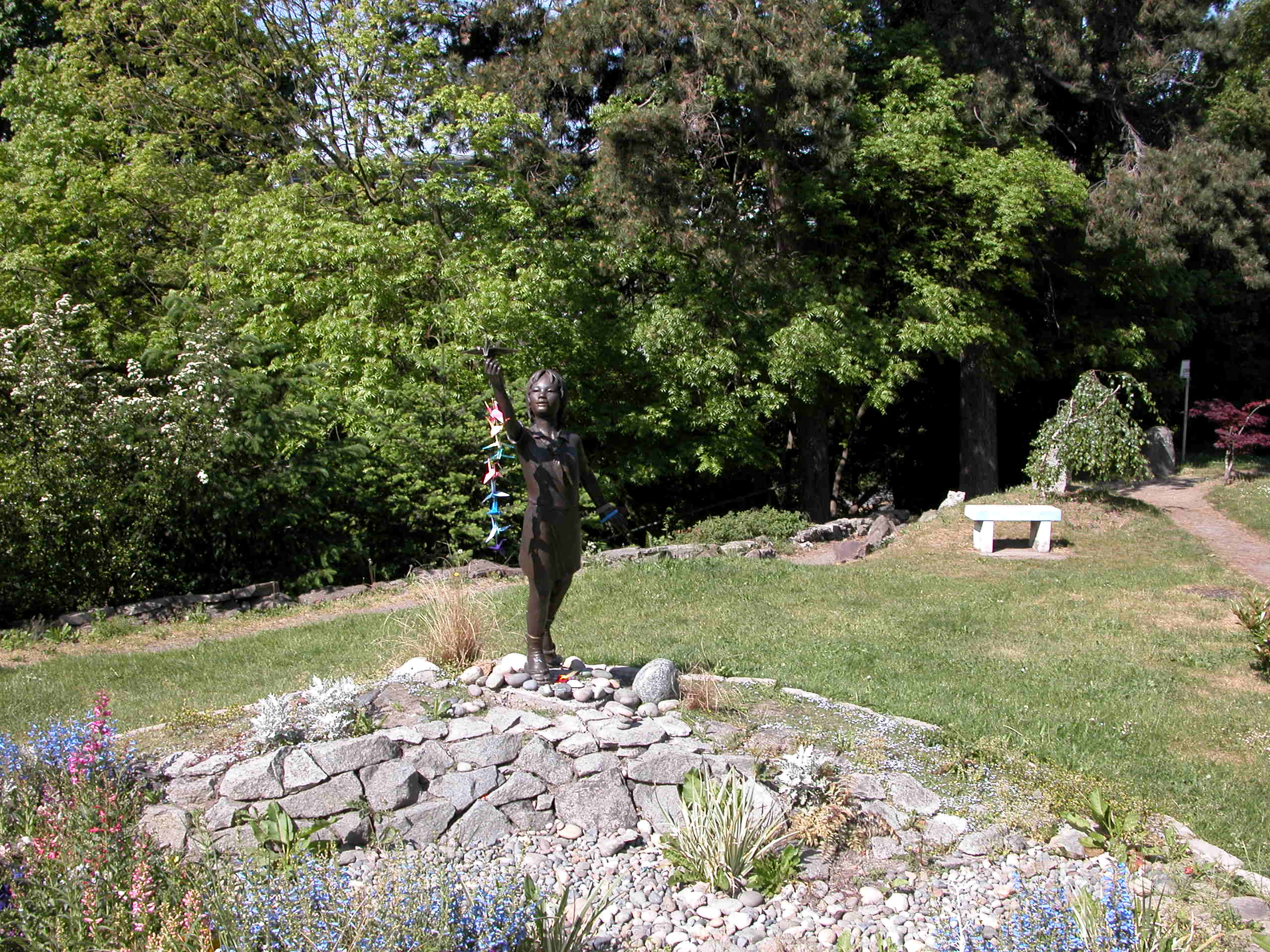
Estatua de Sadako Sasaki en el Parque de la Paz en el distrito universitario de Seattle, Washington. El parque fue construido por Floyd Schmoe.
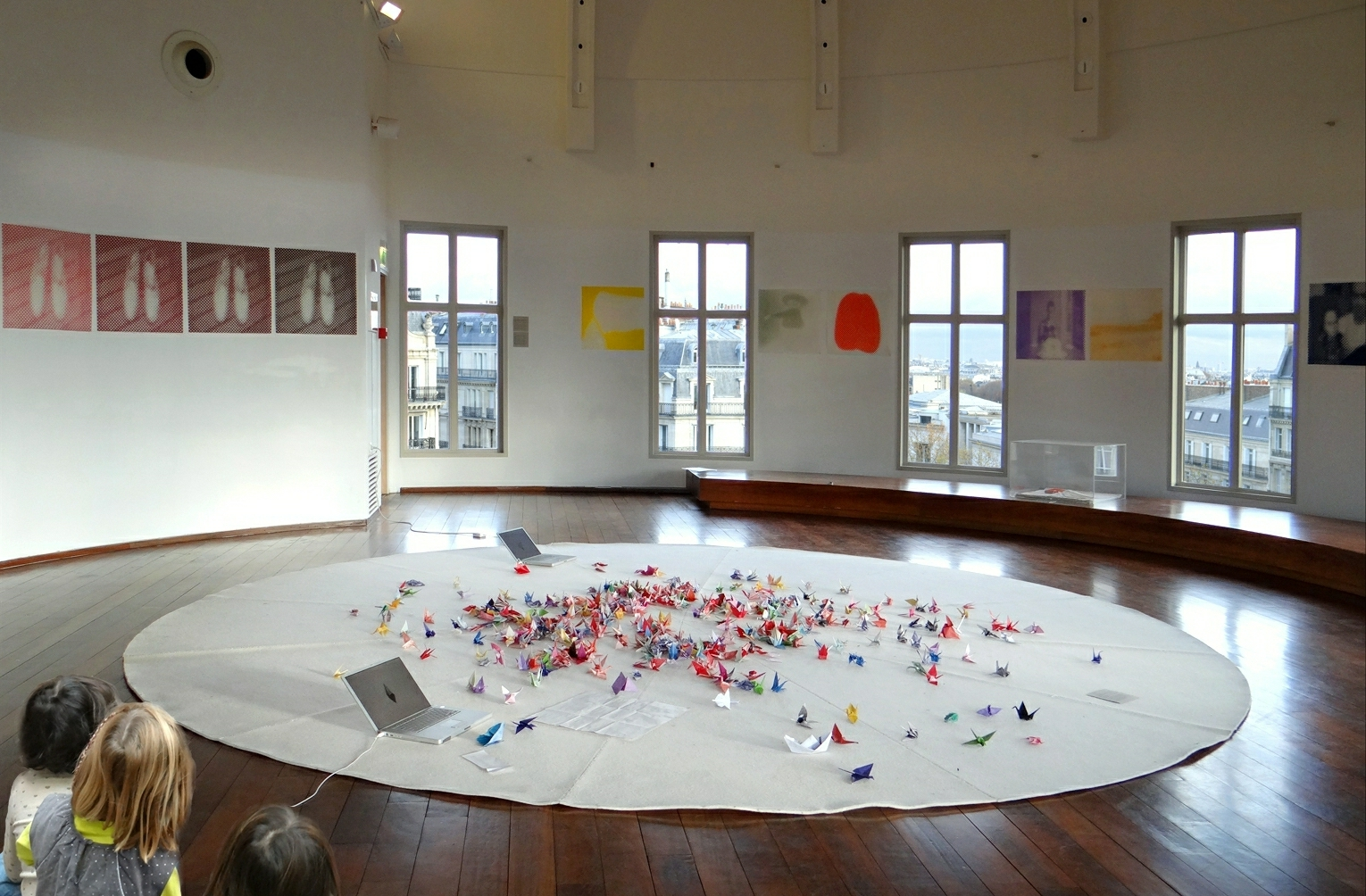
Monumento en París, Francia.

## Literatura infantil
- Eleanor Coerr, Sadako and the thousand paper cranes (1977). Sadako y las mil grullas de papel, trad.: Teresa Mlawer, Editorial Everest, 2009.